# Rein Aun
Rein Aun, né le 5 octobre 1940 à Tallinn et mort le 11 mars 1995 dans la même ville, était un athlète soviétique (estonien), spécialiste des épreuves combinées.
Il remporta la médaille d'argent pour l'URSS lors des Jeux de Tokyo, avec 7 842 points, derrière Willi Holdorf. En 1966, il se place cinquième lors des Championnats d'Europe à Budapest. Son record de 7 898 points a été réalisé le 18 août 1968 à Leninakan dans l'actuelle Arménie.